# فرط تنسج الخلايا الرئوية
فرط تنسج الخلايا الرئوية (بالإنجليزية: Pneumocytic hyperplasia)‏ هو فرطُ تنسجٍ في الخلايا الرئوية المُبطنة للحويصلات الهوائية.

## أنواعه
- فرط تنسج ورمي غدي لانمطي رئوي
- فرط تنسج الخلايا الرئوية صغير العقيدات متعدد البؤر[1][2][3][4][5]